# Route nationale 549
Die N 549 war von 1933 bis 1973 eine französische Nationalstraße, die zwischen der N 94 östlich von Rosans und Eyguians verlief. Ihre Länge betrug 31,5 Kilometer. Zwischen 2001 und 2006 gab es als Verbindung zwischen der N 49 und der Autoroute A2 bei Saultain eine weitere N 549. Diese trägt heute die Nummer D 659.